# Eleni Karinte
Eleni Karinte (gr. Ελένη Καριντέ) – Greczynka pochodzenia arumuńskiego znana jako pierwsza miłość Mustafy Kemala Atatürka. 

## Życiorys
Niewiele wiadomo o jej związku z Mustafą Kemalem. Zakochała się w nim, gdy studiował w Monastir (dziś Bitola). Według opowieści wymienili spojrzenia. Eleni obserwowała go ze swojego balkonu, ale jej zamożny ojciec, który był kupcem, nie aprobował tego związku. Zamknął ją w domu, gdy próbowała uciec. Zabrał ją później do Floriny, gdzie próbował wydać ją za innego mężczyznę. Opowieści nie potwierdzają żadne dokumenty poza listem rzekomo napisanym przez Karinte.
Historia miłości Eleni i Mustafy zainspirowała sztukę Dejana Dukowskiego, sfilmowaną później przez Aleksandara Popowskiego, oraz monodram z Nikoliną Wasilewską w roli Eleni.